# Admir Mehmedi
Admir Mehmedi (Gostivar, 16 de março de 1991) é um futebolista suíço de origem macedônia que atua como meia-atacante. Atualmente está sem clube.

## Carreira
Mudou-se com sua família para a Suíça aos dois anos de idade, e seria em terras helvéticas que ele daria os primeiros passos de sua carreira no futebol, tendo passado pelas categorias de base de Bellinzona, FC Winterthur e FC Zürich.
Suas atuações fizeram com que ele fosse alçado ao elenco principal do Zürich em 2008, com apenas 17 anos. Sunderland, Liverpool e Nürnberg sondaram o jogador, que optou em defender o Dínamo de Kiev, que o contratou em janeiro de 2012.
Em dois anos no clube ucraniano, Memhedi realizou apenas 25 partidas e marcou um gol. Visando a Copa de 2014, foi emprestado ao Freiburg em julho de 2013, com opção de compra ao final da temporada. As atuações pelo clube (32 jogos e 12 gols marcados) bastaram para que o meia fosse contratado em definitivo.
Em Junho de 2015 assinou um contrato de 4 temporadas com o Bayer 04 Leverkusen.

## Seleção Suíça
Tendo passagens bem-sucedidas pelas categorias sub-16, 17, 19 e 21 da Seleção Suíça de Futebol, Mehmedi fez sua estreia pela equipe principal em partida contra a Inglaterra, pelas eliminatórias da Eurocopa de 2012, a qual a Suíça não obteve a classificação. Seu primeiro gol foi contra a Alemanha, derrotada pelos helvéticos por 5 a 3, placar que encerrou um tabu de 56 anos sem vitórias da Suíça frente à Nationalelf. Esteve presente ainda nas Olimpíadas de Londres.
Na partida contra o Equador, pela Copa de 2014, Mehmedi, que entrara no lugar de Valentin Stocker, marcou seu segundo gol pela seleção logo em seu primeiro toque na bola.

## Títulos
FC Zürich
- Super Liga Suíça: 2008–09

## Galeria de imagens

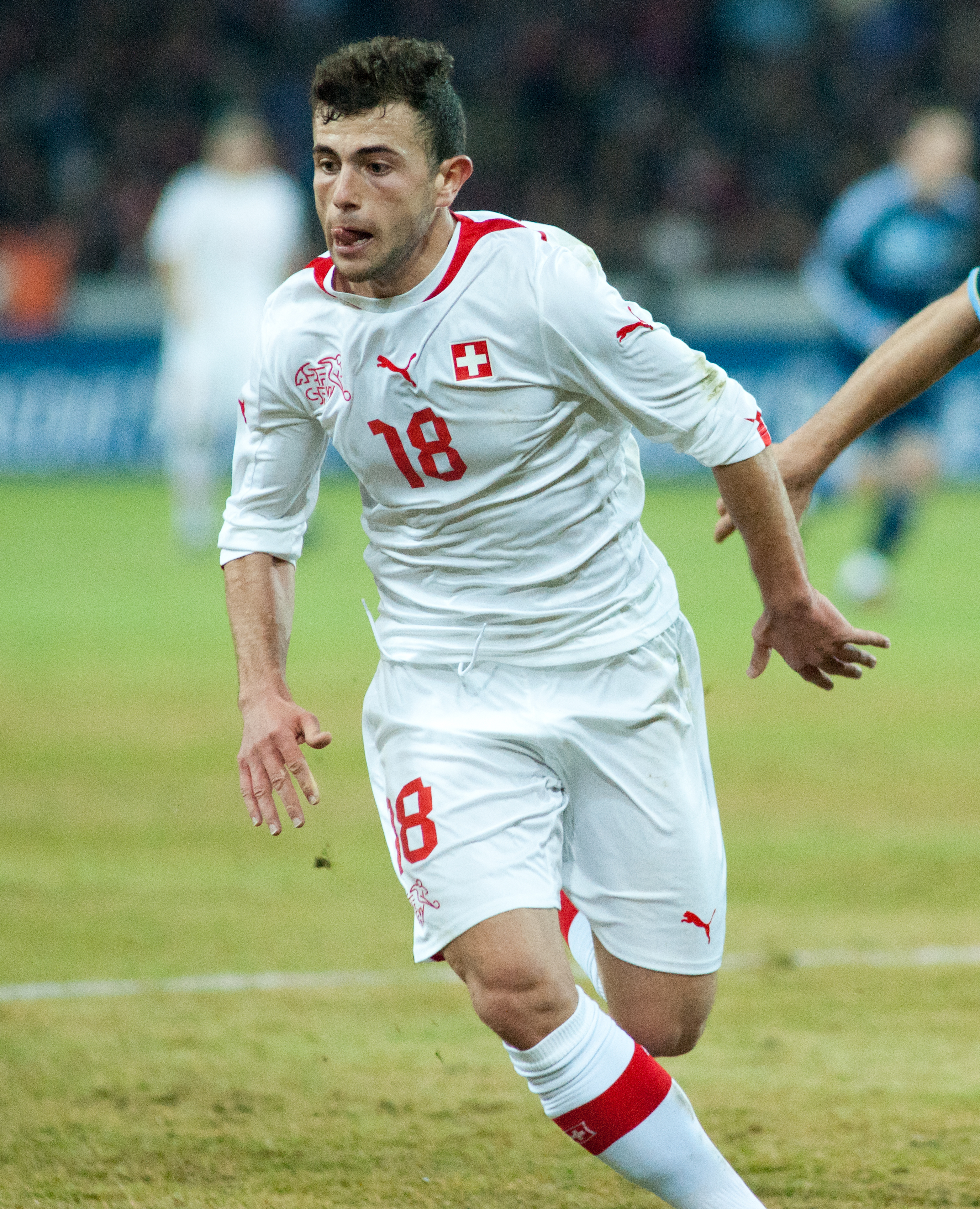
Mehmedi durante amistoso da Suíça, em 2012.
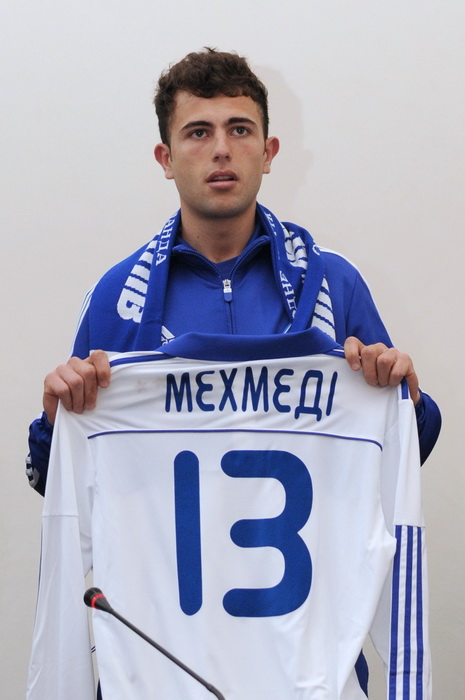
Apresentação do jogador no Dínamo de Kiev, também em 2012.
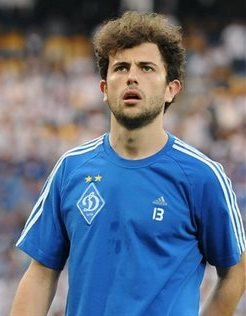
Em partida do Dínamo, em 2013.